# フレデリック・シュール
フレデリック・シュール（Frederick William "Fred" Schule、1879年9月27日 - 1962年9月14日）は、アメリカ合衆国の陸上競技選手。1904年セントルイスオリンピックの金メダリストである。

## 経歴
シュールはオハイオ州出身で、ミシガン大学出身。1903年にはAAU選手権の120ヤードハードルを制している。
シュールは、1904年セントルイスオリンピックの110mハードルに出場したが、この種目は1903年のIC4A大会を制したエドウィン・クラップと、1904年の同大会を制し、直前に非公認の世界記録を出していたタデウス・シデラーの2人が強いと見られており、シュールの下馬評はさして高くなかった。
しかし、オリンピック本番、評判の高かった一人のクラップはオリンピックに姿を見せず、競争相手が一人減った中で行われたレースでは、シュールが、シデラーに約2mの差をつけ、16.0秒で金メダルを獲得した。